# BBM (software)
BBM, também conhecido pelo seu nome completo BlackBerry Messenger, era um software proprietário de mensagens instantâneas e videotelefonia voltado ao consumidor, originalmente desenvolvido pela BlackBerry Limited e, mais tarde, brevemente pela empresa indonésia Emtek sob licença. Inicialmente, ele foi incluído e oferecido em dispositivos BlackBerry antes de ser expandido para várias plataformas. O BBM foi encerrado em 31 de maio de 2019;  a empresa continua a oferecer a edição empresarial paga, BBM Enterprise.
As mensagens enviadas via BBM eram enviadas pela Internet e enviadas usando o sistema PIN do BlackBerry. No passado, muitos provedores de serviços permitiam o login no BBM usando um plano de dados BlackBerry dedicado.  A troca de mensagens era possível entre uma única pessoa ou por meio de grupos de discussão ou bate-papo dedicados, o que permitia que vários dispositivos BlackBerry se comunicassem em uma única sessão. Além de oferecer mensagens instantâneas baseadas em texto, o BBM também permitia que os usuários enviassem fotos, notas de voz (gravações de áudio), arquivos (de até 16 MB), compartilhassem localização em tempo real em um mapa, adesivos e uma ampla seleção de emojis.
A comunicação só era possível entre dispositivos BlackBerry até o final de 2013, quando o BBM foi lançado nos sistemas iOS e Android, seguido pelo Windows Phone. Mais de 300 milhões de adesivos foram compartilhados. Diariamente, eram realizadas aproximadamente 150.000 chamadas de voz BBM. Em 2015, havia mais de 190 milhões de usuários do BBM em todo o mundo,  e a infraestrutura do BlackBerry processava 30 petabytes de tráfego de dados por mês no início de 2013.  O BBM foi o serviço de mensagens original "mobile-first",   e foi popular por um tempo antes de começar a perder para os rivais.  Permaneceu particularmente popular na Indonésia, o único país onde o BBM foi o mensageiro instantâneo mais popular em 2016 – instalado em 87,5% dos dispositivos Android. 

## História
O BlackBerry Messenger foi lançado em 1 de agosto de 2005.  
Com o lançamento do BlackBerry Messenger 5.0, a BlackBerry permite que os usuários usem um código QR para adicionar uns aos outros às suas respectivas listas de amigos, em vez de usar apenas identificação numérica por PIN ou um endereço de e-mail associado ao BlackBerry do usuário. Dispositivos BlackBerry recentes também podem trocar contatos BBM usando a tecnologia Near Field Communication. Os usuários também podem definir imagens GIF animadas como imagens de exibição,   embora as imagens animadas tenham um limite de tamanho de 32 KB.  
O lançamento do BlackBerry Messenger 6.0 introduziu recursos adicionais. Esta atualização é focada em meios de comunicação social, incluindo 'BBM Connected Apps', que permitem ao usuário convidar amigos para compartilhar seus aplicativos favoritos do BlackBerry.
No final de dezembro de 2011, a empresa de medição de audiência BBM Canada processou a RIM pela violação sua marca registrada "BBM" ao usá-la como uma sigla para BlackBerry Messenger; a BBM Canada a usou como uma sigla para seu antigo nome, Bureau of Broadcast Measurement. A empresa citou que recebeu ligações telefônicas de usuários que acreditavam estar conectados à RIM. No entanto, a RIM pediu que o caso fosse arquivado, uma vez que as duas organizações atuavam em setores diferentes.  O processo foi indeferido e a BBM Canada acabou sendo renomeada como Numeris. 
Com o lançamento do BlackBerry Messenger 7.0 em dezembro de 2012, o bate-papo por voz (BBM Voice Call) foi introduzido.
O BBM Protected, um mensageiro empresarial criptografado e "seguro", foi lançado em junho de 2014. 
Em 27 de junho de 2016, foi anunciado que o Emtek Group, sediado na Indonésia, havia adquirido os direitos de licenciamento do BBM. A BlackBerry Limited forneceria a interface de progamação para aplicações BBM à Emtek como parte de um acordo de seis anos e US$ 207 milhões.  Em 2017, os servidores BBM foram transferidos de um data center no Canadá para um data center baseado na plataforma Google Cloud na Ásia. 
Em 18 de abril de 2019, o BBM anunciou que descontinuaria o BBM para atendimento ao consumidor globalmente a partir de 31 de maio daquele ano e que os usuários poderiam migrar para o BBMe, a versão empresarial paga do mensageiro.  

## Confiabilidade
O BBM tem ampla reputação por seu tempo de atividade e confiabilidade.   Entretanto, em 10 de outubro de 2011, usuários do serviço na América do Norte, Europa, Oriente Médio e África foram amplamente afetados por uma interrupção na sede da provedora RIM no Reino Unido, em Slough, Inglaterra. A interrupção durou dois dias, durante os quais o BlackBerry Messenger foi relatado como indisponível, afetando seriamente a reputação da empresa.  

## Multiplataforma
O CEO da BlackBerry, Thorsten Heins, anunciou em 14 de maio de 2013 que o BlackBerry Messenger estará disponível para iOS e Android no verão de 2013.  Isso marcaria os primeiros passos do BlackBerry Messenger indo além de sua própria plataforma, já que nunca havia estado disponível em hardware concorrente antes.
Houve rumores de que o BlackBerry Messenger seria lançado em 27 de junho de 2013 para Android e iOS.  Isso foi posteriormente negado pela BlackBerry e uma data de lançamento real ainda não foi anunciada. 
Em 21 de junho de 2013, um aplicativo BlackBerry Messenger foi visto na Play Store. No entanto, descobriu-se que era uma farsa. 
O lançamento mundial do BBM no Android estava previsto para 21 de setembro de 2013, anunciado oficialmente pela BlackBerry. Também foi anunciado que o aplicativo exigiria versões do Android não anteriores a 4.xx (Ice Cream Sandwich e superior). 
A BlackBerry confirmou que o BBM para iPhone seria lançado em 22 de setembro, um dia depois do lançamento oficial do Android e funcionaria em iPhones com iOS 6 e posterior.  No entanto, durante o lançamento mundial do BBM para Android e iPhone em 21 de setembro de 2013, 1,1 milhão de usuários do Android baixaram um APK do BlackBerry Messenger vazado, o que fez com que a BlackBerry interrompesse o lançamento do BlackBerry Messenger nas plataformas Android e iOS. 
O BBM foi lançado oficialmente para iOS e Android em 21 de outubro de 2013. 5 milhões de downloads foram registrados nos primeiros 8 horas após seu lançamento. O BBM, no final de 2013, era o aplicativo gratuito nº 1 na App Store e na Google Play Store.  No total, o aplicativo teve mais de 10 milhões de downloads no primeiro dia. 
Em 24 de fevereiro de 2014, a BlackBerry confirmou oficialmente que o BBM para Windows Phone e Nokia X seria lançado no segundo trimestre de 2014. A Nokia confirmou que o BBM seria pré-instalado nos dispositivos Nokia X.  A partir de junho de 2016, o BBM não era mais oferecido na Windows Store. 
Em 27 de junho de 2018, recursos de consumo como canais BBM e conteúdo pago na Loja BBM foram descontinuados em dispositivos BB10 e BBOS. 
Em 18 de abril de 2019, foi anunciado que o serviço ao consumidor BBM para Android e iOS será encerrado em 31 de maio de 2019. 

### Recursos que não são do BlackBerry
Por enquanto, o BBM para Multiplataforma oferecerá bate-papos pessoais, bate-papo em grupo para até 250 pessoas, atualizações de status e poderá enviar ou receber mensagens de até 2.000 caracteres. BBM Channels, BBM Voice e BBM Shop estão disponíveis para Android e iOS.
No início de janeiro de 2014, uma atualização beta do BBM no Android foi lançada para testadores. A atualização incluiu BBM Voice e BBM Channels.  Em fevereiro de 2014, uma atualização (2.0.0.13) foi lançada oficialmente para usuários de Android e iOS contendo os recursos aguardados, juntamente com alguns outros recursos, incluindo novos emoticons e mudanças, incluindo um novo visual para atualizações com opções para mostrar filtros Todos, Contatos ou Canais.

## Segurança
Em 4 de novembro de 2014, o BBM obteve 1 de 7 pontos no "Secure Messaging Scorecard" da Electronic Frontier Foundation. Perdeu pontos porque as comunicações não são criptografadas com uma chave à qual o provedor não tem acesso (ou seja, as comunicações não são criptografadas de ponta-a-ponta), os usuários não podem verificar as identidades dos contatos, as mensagens anteriores não são seguras se as chaves de criptografia forem roubadas (ou seja, o aplicativo não fornece sigilo de encaminhamento), o código não está aberto à revisão independente (ou seja, o código não é de software código aberto), o design de segurança não está devidamente documentado e não houve uma auditoria de código independente recente.  
A versão corporativa, BBM Protected, obteve inicialmente 3 de 7 pontos. Mais tarde, ele obteve 5 de 7 pontos após informações adicionais serem fornecidas pela BlackBerry e refletidas no changelog da EFF datado de 14 de novembro de 2014. Perdeu pontos porque as mensagens passadas não são seguras se as chaves de encriptação forem roubadas e o código não estiver aberto a revisão independente.  

## Base de usuários
Em maio de 2011, a RIM afirmou que havia 43 milhões de usuários ativos do BlackBerry Messenger em todo o mundo. 
Em 2016, o BBM alcançou mais de 889 milhões de usuários em todo o mundo e ficou em 2º lugar entre os principais aplicativos de mensagens (o primeiro lugar pertence ao Telegram) 
Desde janeiro de  2018, havia pelo menos de 83 usuários mensais da Indonésia.

## Biografia
- Dannenfeldt, Diane (21 de fevereiro de 2008). «How BlackBerry Messenger Works». HowStuffWorks (em inglês)